# Nerowo
Nerowo, Nierowo (lit. Neravai) – osada na Litwie, w rejonie druskienickim. Na rok 2011 wieś była zamieszkiwana przez 1124 osób. Przez zachodnią część wsi przepływa Niemen. We wsi znajduje się biblioteka.

## Historia
W latach międzywojennych miejscowość znalazła się początkowo w strefie pasa neutralnego, który w lutym 1923 w myśl decyzji Rady Ambasadorów przyznano Polsce i (bez formalnego statusu gminy) dołączono do przyległego powiatu grodzieńskiego w woj. białostockim. Dopiero w 1925 roku z omawianego obszaru (oraz z południowej części dawnej gminy Orany) powstała nowa gmina Marcinkańce w powiecie grodzieńskim w woj. białostockim, w skład której weszło Nierowo. 16 października 1933 Nierowo utworzyło gromadę Nierowo w gminie Marcinkańce
Po wojnie miejscowość włączono do Litewskiej SRR w ZSRR. Od 1991 w niezależnej Litwie.